# Fuzuê
Fuzuê es una telenovela brasileña producida y transmitida por TV Globo. Se emitió del 14 de agosto de 2023 al 1 de marzo de 2024. Desarrollada por Gustavo Reiz, la telenovela fue dirigida por Fabrício Mamberti y está protagonizada por Marina Ruy Barbosa, Giovana Cordeiro, Nicolas Prattes, Felipe Simas, Juliano Cazarré, Fernanda Rodrigues, Douglas Silva y Heslaine Vieira.

## Elenco
Se publicó una extensa lista de actores el 21 de julio de 2023.
- Marina Ruy Barbosa como Preciosa Montebello
  - Alice Camargo como niña Preciosa
- Giovana Cordeiro como Luna Coelho
- Nicolas Prattes como Miguel de Braga e Silva
- Felipe Simas como Heitor Pinto Montebello
- Juliano Cazarré como Pascoal Garcia
- Fernanda Rodrigues como Alicia de Braga e Silva
- Douglas Silva como Cláudio Ferreira
- Heslaine Vieira como Soraya Terremoto
- Micael Borges como Jeferson Carneiro
- Michel Joelsas como Francisco de Braga e Silva
- Ruan Aguiar como Merreca
- Rogério Brito como Delegado Barreto
- Cinnara Leal como Cecília Freitas
- Zezeh Barbosa como Gláucia Corneteira
- Valquíria Ribeiro como Rejane Miranda
- Jessica Córes como Olívia de Castro
- Pedro Carvalho como Rui Sodré
- Bia Montez como Conceição Leal
- Cyria Coentro como Emília Pereira
- Déo Garcez como Domingos Carneiro
- Val Perré como Otávio Augusto Peçanha
- Noemia Oliveira como Kirida
- Guil Anacleto como Bartô
- Milton Filho como Edgar
- Danilo Maia como Vitor Pereira
- Bruno de Mello como Fiel
- Eber Inácio como Gilmar
- Guilhermina Libanio como Bianca Viana
- Ingrid Klug como Vânia Ribeiro
- Clayton Nascimento como Caíto Figueroa Roitman
- Maria Flor Samarão como Valentina Ferreira de Braga e Silva
- Theo Matos como Bernardo Montebello
- Ary Fontoura como Seu Lampião / Lumière
- Hilton Cobra como Cata Ouro
- Lilia Cabral como Isabel "Bebel" Montebello
- Edson Celulari como Nero de Braga e Silva

### Participaciones especiales
- Olívia Araújo como Maria Neiva Coelho "Maria Navalha"
- Nathalia Timberg como Jaci[5]
- Zezé Motta como Rosa Maria dos Santos "Dama de Ouro"[6]
- Leopoldo Pacheco como César Montebello
- Nany People como Guilhermina
- Miguel Nader como Jaime
- Milton Cunha como él mismo[7]
- Michel Teló como él mismo[8]

## Audiencia
| Temporada | Episodios | Primera emisión      | Primera emisión              | Última emisión     | Última emisión               | Prom. de espectadores (Puntos de rating) |
| Temporada | Episodios | Fecha                | Audiencia (Puntos de rating) | Fecha              | Audiencia (Puntos de rating) | Prom. de espectadores (Puntos de rating) |
| --------- | --------- | -------------------- | ---------------------------- | ------------------ | ---------------------------- | ---------------------------------------- |
| 1         | 173       | 14 de agosto de 2023 | 24,3                         | 1 de marzo de 2024 | 20,9                         | 19,3                                     |